# Chambre de commerce et d'industrie franco-russe
 (février 2022).
Si vous disposez d'ouvrages ou d'articles de référence ou si vous connaissez des sites web de qualité traitant du thème abordé ici, merci de compléter l'article en donnant les références utiles à sa vérifiabilité et en les liant à la section « Notes et références ».
 (février 2021).
La mise en forme du texte ne suit pas les recommandations de Wikipédia : il faut le « wikifier ».
Les points d'amélioration suivants sont les cas les plus fréquents. Le détail des points à revoir est peut-être précisé sur la page de discussion.
- Les titres sont pré-formatés par le logiciel. Ils ne sont ni en capitales, ni en gras.
- Le texte ne doit pas être écrit en capitales (les noms de famille non plus), ni en gras, ni en italique, ni en « petit »…
- Le gras n'est utilisé que pour surligner le titre de l'article dans l'introduction, une seule fois.
- L'italique est rarement utilisé : mots en langue étrangère, titres d'œuvres, noms de bateaux, etc.
- Les citations ne sont pas en italique mais en corps de texte normal. Elles sont entourées par des guillemets français : « et ».
- Les listes à puces sont à éviter, des paragraphes rédigés étant largement préférés. Les tableaux sont à réserver à la présentation de données structurées (résultats, etc.).
- Les appels de note de bas de page (petits chiffres en exposant, introduits par l'outil «  Source ») sont à placer entre la fin de phrase et le point final[comme ça].
- Les liens internes (vers d'autres articles de Wikipédia) sont à choisir avec parcimonie. Créez des liens vers des articles approfondissant le sujet. Les termes génériques sans rapport avec le sujet sont à éviter, ainsi que les répétitions de liens vers un même terme.
- Les liens externes sont à placer uniquement dans une section « Liens externes », à la fin de l'article. Ces liens sont à choisir avec parcimonie suivant les règles définies. Si un lien sert de source à l'article, son insertion dans le texte est à faire par les notes de bas de page.
- La présentation des références doit suivre les conventions bibliographiques. Il est recommandé d'utiliser les modèles {{Ouvrage}}, {{Chapitre}}, {{Article}}, {{Lien web}} et/ou {{Bibliographie}}. Le mode d'édition visuel peut mettre en forme automatiquement les références.
- Insérer une infobox (cadre d'informations à droite) n'est pas obligatoire pour parachever la mise en page.

Pour une aide détaillée, merci de consulter Aide:Wikification.
Si vous pensez que ces points ont été résolus, vous pouvez retirer ce bandeau et améliorer la mise en forme d'un autre article.
La Chambre de commerce et d'industrie franco-russe (CCI France Russie) est une chambre de commerce française installée à Moscou qui a pour objectif de développer les échanges commerciaux entre la France et la Russie et de représenter les entreprises françaises en Russie. Elle fait notamment du lobbying.

## Historique
La Chambre de commerce et d’industrie franco-russe (CCI France Russie) a été créée à Moscou en 1997, date de la création de l’Association "Club France". Le club d’affaires a évolué en Chambre de commerce et d’industrie, en rejoignant en 2006 le réseau CCI France International. Elle joue un rôle clé dans les investissements français en Russie.

## Gouvernance
La CCI France-Russie est présidée depuis 2022 par Gilles Chenesseau.

## Activité
Animée par une équipe de permanents sous l’autorité de 18 administrateurs bénévoles, la CCI France Russie est une association à but non lucratif.
La CCI France Russie regroupe 400 entreprises françaises, russes et internationales en 2021. Les adhésions constituent la principale source de financement. Elle compte 49 partenaires dont Business France. Elle propose de nombreux services de soutien au développement commercial pour les entreprises françaises souhaitant se développer en Russie.
La CCI France Russie fait notamment du lobbying auprès de l'administration russe,. Composée notamment de propagandistes pro-Kremlin, elle cherche à minimiser l'effet des sanctions internationales imposées à la Russie et veut obtenir leur levée. Une quarantaine de grandes entreprises siègent dans son conseil économique présidé jusqu'au 12 avril 2022 par Patrick Pouyanné, président-directeur général de TotalEnergies et Guennadi Timtchenko, propriétaire du groupe d’investissement privé Volga Group. Dans ce cadre, plusieurs réunions ont eu lieu entre Vladimir Poutine et d'autres personnalités françaises et russes, et les directeurs des sociétés membres.